# Jean von L’Estocq
Jean von L’Estocq (auch: Jean Lestocq oder Jean Louis L’Estocq; * 8. Januar 1647 in Vitry-le-François; † 18. Dezember 1732 in Hannover) war ein französisch-deutscher Arzt und Hofbarbier sowie Kurfürstlich-Hannoverscher Hof-Chirurg. Er gilt als Ahnherr des deutschen Adelsgeschlechts von L’Estocq.

## Leben
Jean von L’Estocq war ein Sohn des Bürgers Jean L’Estocq in Vitry-le-François und der Cathérine Guérard. Ähnlich wie der Hugenotte Ludolph Lafontaine unter dem französischen Sonnenkönig Ludwig XIV. verließ auch L’Estocq sein Heimatland. Mit Judith (1655–1732), der Tochter des Apothekers Daniel Colin in Vitry-le-François und der Anne de Campdomère, zeugte er seinen 1692 in Celle geborenen Sohn und späteren Günstling der russischen Zarin Katharina II. (die Große), Reichsgraf Johann Hermann von L’Estocq. Dieser hatte noch ein Bruder, Abraham Ludwig Moritz von L’Estocq, resp. dessen Sohn Karl Ludwig als Neffen.
Ebenfalls in Celle arbeitete Jean von L’Estocq als Chirurg, Oberchirurg der herzoglichen Garde sowie als Hofbarbier, wurde zudem zum Hofchirurg des Herzogs Georg Wilhelm von Braunschweig-Lüneburg erhoben.
Später diente L’Estocq in der Residenzstadt Hannover seinem  Landesherrn Kurfürst Georg Ludwig, der als King George I. die Personalunion zwischen Großbritannien und Hannover begründen sollte, ebenfalls als Chirurg.
Jean von L’Estocq starb 1732 in Hannover. Als Angehöriger der evangelischen Christen wurde auf dem Neustädter Friedhof bestattet, wo sich sein Grab noch heute findet.